# Grinzane Cavour
Grinzane Cavour település Olaszországban, Piemont régióban, Cuneo megyében. Lakosainak száma 1987 fő (2023. január 1.). Grinzane Cavour Diano d’Alba és Alba községekkel határos.

## Népesség
A település lakossága az elmúlt években az alábbi módon változott:
| Lakosok száma | 1975 | 1986 | 1987 |
|               | 2017 | 2018 | 2023 |